# 留萼木属
留萼木属（学名：Blachia）是大戟科下的一个属，为无毛灌木植物。该属共有12种，分布于印度、马来西亚。